# 林淡秋
林淡秋（1906年—1981年），原名林泽荣，笔名林彬、应冰子、应服群、肖颂明等，男，浙江宁海人，中国作家、翻译家、报刊活动家，曾任《人民日报》副总编辑、文艺部主任，杭州大学副校长，中共浙江省委宣传部副部长，浙江省文学艺术界联合会主席。